# Ampelocissus asekii
Ampelocissus asekii är en vinväxtart som beskrevs av J.Wen, Kiapranis & Lovave. Ampelocissus asekii ingår i släktet Ampelocissus och familjen vinväxter. Inga underarter finns listade i Catalogue of Life.